# Eustrophopsis ornatus
Eustrophopsis ornatus is een keversoort uit de familie winterkevers (Tetratomidae). De wetenschappelijke naam van de soort werd in 1928 gepubliceerd door Edwin Cooper Van Dyke.